# Charles Ruthenberg

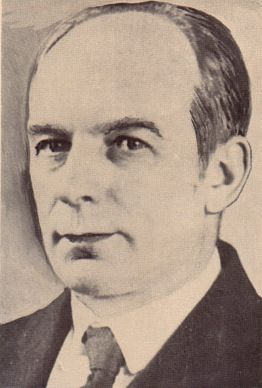
C.E. Ruthenberg

Charles Emil Ruthenberg (Cleveland, 9 juli 1882 – Chicago, 1 maart 1927) was een Amerikaans politicus van de Socialist Party of America en Communist Party USA.

## Levensloop
Charles Ruthenberg was de zoon van Pruisische migranten, huwde de dochter van andere Duitse migranten en studeerde rechten aan Columbia. 
In 1909 sloot hij zich aan bij de Socialist Party of America (SP, SPA). Hij was lokaal en op staatsniveau actief voor de partij en was redacteur van The Cleveland Socialist (1911–1913) en Socialist News (1914–1919). In 1915 werd hij gekozen om in de nationale partijraad te zetelen. Hij reisde veel door het Noordoosten en Midden-Westen en bouwde een netwerk uit van syndicalisten en vredesactivisten. C. E. Ruthenberg behoorde tot de revolutionaire vleugel van de partij. Desalniettemin was hij meermaals kandidaat in verkiezingen, bijvoorbeeld voor burgemeester van Cleveland in 1911, 1915, 1917 en 1919, gouverneur van Ohio in 1912, senator in 1914 en volksvertegenwoordiger in 1916 en 1918. 
Ruthenberg verzette zich tegen militarisering en was een van de auteurs van het resoluut anti-militarische 'programma van St. Louis'. Na de intrede van de VS in de Eerste Wereldoorlog werd Ruthenberg er in 1917 van beschuldigd de Espionage Act te hebben geschonden en, met een speech, de dienstplicht te hebben gedwarsboomd. Hij, Alfred Wagenknecht en Charles Baker werden veroordeeld tot een jaar gevangenisstraf.
Nadat hij in december 1918 werd vrijgelaten, engageerde hij zich meteen opnieuw voor de uitbouw van een linkse beweging binnen de SP. 
Op 1 mei 1919 toonde de socialistische beweging haar kracht: in Cleveland, waar Ruthenberg kandidaat-burgemeester was, liepen 4 parades door de straten, samen goed voor zo'n 20.000 deelnemers en nog eens 20 à 30.000 toeschouwers. De arbeiders eisten de vrijlating van Eugene Debs en Tom Mooney, een 6-urenwerkdag en een minimumloon van 1 dollar. Voor Ruthenberg het woord kon nemen op het podium, bestormden politie te paard de menigte. Er vielen twee doden bij de gevechten die uitbraken. Nadien arresteerde de politie 150 deelnemers en werd Ruthenberg beschuldigd van oproepen tot moord.
In 1919 stond de SP echter op scheuren: de linkervleugel was geïnspireerd door de Russische Revolutie en wilde de SP aansluiting laten vinden bij de nieuwe Communistische Internationale. Ruthenberg was een vroege medestander van de linkervleugel en was een van hun kandidaten bij een interne verkiezing, in 1919, die de linkervleugel won, maar die het gematigde partijbestuur weigerde te erkennen. De linkervleugel hield een eigen congres in juni 1919. Ruthenberg was in eerste instantie voorstander van de door dit congres gekozen tactiek: de SP van binnenuit heroveren. Maar de druk om een eigen communistische partij te vormen nam toe, en Ruthenberg koos uiteindelijk voor die weg. Hij sloot zich aan bij de voornamelijk niet-Engelstalige migrantenafdelingen, die in hem een goede Engelstalige leidersfiguur zagen. Ze hielden het stichtingscongres van de Communist Party of America (CPA) op 1 september 1919, nadat andere linkse dissidenten van de SP twee dagen eerder de Communist Labor Party (CLP) hadden opgericht. Ruthenberg werd aangesteld als partijleider van de CPA, terwijl Wagenknecht, zijn kameraad uit Ohio met wie hij in de gevangenis had gezeten, leider werd van de CLP.
Nadat Communistische Internationale, die niet gelukkig was met het bestaan van twee communistische partijen, in januari 1920 had opgeroepen om te fuseren, nam Ruthenberg ontslag bij de CPA. Hij nam een minderheid van de leden maar het leeuwendeel van de partijmiddelen met zich mee. Eind mei 1920 kwamen de groep rond Ruthenberg en de CLP rond Wagenknecht overeen om te fuseren tot de United Communist Party (UCP). Wagenknecht en Ruthenberg namen de leiding hiervan waar. Uiteindelijk zou ook de 'oude' CPA, na een tweede, dwingender schrijven van de Comintern, zich bij de UCP voegen. Tijdens het 'eenheidscongres' van 15 tot en met 28 mei 1921 in Woodstock (New York) werd de Communist Party of America ('nieuwe' CPA) boven de doopvont gehouden. Wagenknecht ging de organisatie leiden en Ruthenberg werd hoofdpropagandist. 
Deze onderhandelingen maakte Ruthenberg grotendeels mee vanuit de gevangenis. Hij was in oktober 1920 met Isaac Ferguson veroordeeld omdat ze met hun manifest de staatswet van New York op criminal anarchy zouden hebben geschonden. Het duo werd veroordeeld tot 5 jaar, maar kwam vrij op borgtocht op 24 april 1922. Ruthenberg werd daarop onmiddellijk aangesteld als secretaris van de Workers Party of America, een frontorganisatie die vanuit de door de staat bekampte CPA was opgezet als wettige politieke partij. De WPA groeide snel onder Ruthenberg, terwijl de klandestiene CPA zichzelf in 1923 ophief. Intussen waren Ruthenberg en Ferguson vrijgesproken voor criminal anarchy, maar hing er al een nieuwe zaak boven het hoofd van de communisten, na een inval van de politie op het verstolen partijcongres van augustus 1922. De staat kloeg Ruthenberg aan voor criminal syndicalism. Ruthenberg werd veroordeeld, maar ging in beroep.
De Workers Party bleef gebukt gaan onder interne strubbelingen. Zo stonden Ruthenberg en Jay Lovestone meermaals tegenover William Z. Foster en James P. Cannon. De groep rond Foster had in 1925 een meerderheid van de partijbestuur aan haar kant, maar de Comintern vroeg Foster om de macht toch af te staan aan Ruthenberg, wat Foster deed.
Op 1 maart 1927 overleed Ruthenberg na een operatie. Hij werd gecremeerd en zijn as werd overgebracht naar Moskou, waar de Comintern op 26 april een rouwprocessie organiseerde. Zijn as werd bijgeplaatst in de Kremlinmuur-necropolis, een eer die slechts drie Amerikanen toekwam: John Reed (in 1920), Charles Ruthenberg en Bill Haywood (in 1928).
Door zijn overlijden werd de rechtszaak in beroep, die intussen het Hooggerechtshof van de Verenigde Staten had bereikt, voortijdig beëindigd.